# Указател (програмиране)
В областта на компютърните науки, указателят (на английски: Pointer) представлява тип данни при езиците за програмиране, чиято стойност „указва“ (или сочи) към друга стойност, която се съхранява на друго място в паметта на компютъра, като използва явно нейния адрес.
Според друго определение указателят е променлива, която съдържа адреса на друга променлива (или обект). Всяка променлива (или друг обект) имат адрес в оперативната памет, където се съхраняват техните стойности. Указателите извършват действия само с адресите на клетките от паметта.
Указателите могат да бъдат сравнени с номера на страница в съдържанието на дадена книга, който може да бъде разглеждан като указател към съответната страница.